# Список глав государств в 1896 году
| 1895 ← Список глав государств по годам → 1897 |

## Азия
- Абу-Даби — Зайед ибн Халифа аль-Нахайян, шейх (1855—1909)
- Афганистан (эмират) — Абдур-Рахман, эмир[англ.] (1880—1901)
- Бахрейн — Иса ибн Али Аль Халифа, хаким (1869—1932)
- Британская Индия — Виктория, императрица (1876—1901)
  - Виктор Брюс, вице-король (1894—1899)
  - Аджайгарх — Ранджор Сингх, савай махараджа (1877—1919)
  - Алвар — Джай Сингх Прабхакар, махараджа (1892—1937)
  - Алираджпур — Пратап Сингх II, рана (1891—1941)
  - Амбер (Джайпур) — Мадхо Сингх II, Махараджа савай (1880—1922)
  - Баони — Риаз аль-Хасан Хан, наваб (1893—1911)
  - Бансвара — Лакшман Сингх, раджа (1844—1905)
  - Барвани — Ранджит Сингх, рана (1894—1930)
  - Барода — Саяджирао Гаеквад III, махараджа (1875—1939)
  - Бахавалпур — Садик Мохаммад Хан IV, наваб (1866—1899)
  - Башахра[англ.] — Рагхунат Сингх, рана[кат.] (1887—1898)
  - Бенарес — Прабху Нарайян Сингх, махараджа бахадур (1889—1931)
  - Биджавар — Бхам Пратап Сингх, савай махараджа (1877—1899)
  - Биканер — Ганга Сингх, махараджа (1887—1943)
  - Биласпур (Калур) — Биджай Чанд, раджа (1889—1927)
  - Бунди — Рагубир Сингх, махарао раджа (1889—1927)
  - Бхавнагар — 
    - Тахтсинхжи Джашвантсинхжи, такур сахиб (1870—1896)
    - Бхавсинхжи II Тахтсинхжи, махараджа (1896—1919)

  - Бхаратпур — Рам Сингх, махараджа (1893—1900)
  - Бхопал — Шах Джахан Бегум, наваб (1844—1860, 1868—1901)
  - Ванканер — Амарсинхджи Банесинджи, махарана радж сахиб (1881—1947)
  - Гангпур[англ.] — Рагхунат Шехар Део, Раджа[англ.] (1858—1917)
  - Гархвал — Кирти Шах, махараджа (1886—1913)
  - Гвалиор — Мадхорао Шинде, махараджа (1886—1925)
  - Гондал — Бхагвацинхжи Саграмсинхджи, тхакур сахиб (1869—1944)
  - Даспалла[англ.] — Четан Део Бханж, раджа[англ.] (1873—1897)
  - Датия — Бхавани Сингх Бахадур, махараджа (1865—1907)
  - Девас младшее[англ.] — Малхар Рао, раджа[англ.] (1892—1918)
  - Девас старшее[англ.] — Кришнаджи Рао II, раджа[англ.] (1860—1899)
  - Джанджира — Ахмад Хан, наваб (1879—1922)
  - Джайсалмер — Шаливахан Сингх III, махаравал (1891—1914)
  - Джалавад (Дрангадхра) — Мансинхджи II Ранмалсинхджи, сахиб (1869—1900)
  - Джамму и Кашмир — Пратап Сингх, махараджа (1885—1925)
  - Джаора — Мухаммад Ифтихар Али, наваб (1895—1947)
  - Дженкантал[англ.] — Сурия Пратап Махендра Бахадур, Махараджа[англ.] (1885—1918)
  - Джинд — Ранбир Сингх, раджа-и-раджган (1887—1911)
  - Джхабуа — Удай Сингх, раджа (1895—1942)
  - Джунагадх — Мохаммад Расул Ханджи, наваб (1892—1911)
  - Джхалавар — 
    - Залим Сингх, махараджа рана (1875—1896)
    - междуцарствие (1896—1899)

  - Дир[англ.] — Мухаммад Шариф Хан, Наваб[англ.] (1884—1890, 1895—1904)
  - Дхолпур — Нихал Сингх, махараджа рана (1873—1901)
  - Дунгарпур — Удай Сингх II, Махараджа (1844—1898)
  - Дхар — Ананд Радж III Павар, раджа (1857—1858, 1860—1898)
  - Идар — Кесри Сингх, махараджа (1868—1901)
  - Индаур — Шиваджи Рао Холкар XII, махараджа (1886—1903)
  - Калат — Махмуд II, хан (1893—1931)
  - Камбей — Наджиб ад-Даула Мумтаз аль-Мольк Джафар Али Хан, наваб (1880—1915)
  - Капуртхала — Джагатджит Сингх, раджа-и-раджган (1877—1911)
  - Караули — Бханвар Пал, махараджа (1886—1927)
  - Кач — Кхенгарджи III, раджа (1875—1942)
  - Кишангарх — Сардул Сингх, махараджа (1879—1900)
  - Колхапур — Шаху, раджа (1884—1900)
  - Кота — Умед Сингх II, махарао (1889—1940)
  - Кочин — Рама Варма XV, махараджа (1895—1914)
  - Куч-Бихар — Нрипендра Нарайян, махараджа (1863—1911)
  - Лас Бела — 
    - Али-хан III, хан (1869—1877, 1888—1896)
    - Камаль Хан, хан (1896—1921)

  - Лохару — Амир-уд-Дин Ахмад-Хан, наваб (1884—1920)
  - Лунавада[англ.] — Вакхат Сингх, рана[англ.] (1867—1929)
  - Майсур — Кришнараджа Водеяр IV, махараджа (1894—1940)
  - Малеркотла — Мухаммад Ибрагим Али Хан, наваб (1871—1908)
  - Манди — Биджай Сен, раджа (1851—1902)
  - Манипур — Чурачандра Сингх, раджа[англ.] (1891—1941)
  - Марвар (Джодхпур) — Сардар Сингх, махараджа (1895—1911)
  - Мевар (Удайпур) — Фатех Сингх, махарана (1884—1930)
  - Морви — Вагджи II Раваджи, тхакур сахиб (1870—1922)
  - Мудхол — Вьянкатрао II Радж Горпаде, раджа (1862—1900)
  - Набха — Хира Сингх, махараджа (1871—1911)
  - Наванагар — Джашвантсинхджи Вибхаджи II, джам сахеб (1895—1906)
  - Нарсингхгарх — 
    - Махтаб Сингх, раджа (1890—1896)
    - Арджун Сингх, раджа (1896—1924)

  - Орчха — Пратап Сингх, махараджа (1874—1930)
  - Паланпур — Шер Мохаммад Хан, диван (1878—1910)
  - Панна — Локпал Сингх, махараджа (1893—1898)
  - Патиала — Раджиндер Сингх, махараджа (1876—1900)
  - Порбандар — Викрамаджи Химоджираджи, рана (1831—1900)
  - Пратабгарх — Рагхунат Сингх, махарават (1890—1929)
  - Пудуккоттай — Мартанда Бхайрава Тондаймен, раджа (1886—1928)
  - Раджгарх — Бальбхадра Сингх, раджа (1886—1902)
  - Раджпипла — Гамбхирсинхджи II, махарана (1860—1897)
  - Радханпур — Мохаммад Шир Хан II, наваб (1895—1910)
  - Рампур — Хамид Али Хан, наваб (1889—1930)
  - Ратлам — Саджан Сингх, раджа (1893—1921)
  - Рева — Венкатраман Раманудж Прасад Сингх Джу Део, махараджа (1880—1918)
  - Савантвади — Рагхунат Савант Бхонсле, раджа (1869—1899)
  - Саилана — Джашвант Сингх II, раджа (1895—1919)
  - Самтхар — 
    - Чатар Сигнх, махараджа (1877—1896)
    - Бир Сигнх, махараджа (1896—1935)

  - Сангли — Дхунди Рао Чинтаман Рао, рао (1851—1901)
  - Сват[англ.] — междуцарствие (1878—1918)
  - Сирмур — Шамшер Пракаш, махараджа (1856—1898)
  - Сирохи — Кешри Сингх, махарао (1889—1920)
  - Ситамау — Бахадур Сингх, раджа (1885—1899)
  - Сонепур — Пратап Рудра Сингх, раджа (1891—1902)
  - Сукет — Дашт Никандан Сен, раджа (1879—1908)
  - Тонк — Мухаммад Ибрагим Али Хан, наваб (1867—1930)
  - Траванкор — Мулам Тхирунал Рама Варма V, махараджа (1885—1924)
  - Трипура — 
    - Бир Чандра Маникья, раджа (1862—1896)
    - Радха Кишор Маникья, раджа (1896—1909)

  - Фаридкот — Викрам Сингх, махараджа (1874—1898)
  - Хаирпур — Файз Мухаммад Хан Талпур I, мир (1894—1909)
  - Хайдарабад — Асаф Джах VI, низам (1869—1911)
  - Харан — Новруз, мир (1885—1909)
  - Хиндол[англ.] — Джанардан Сингх, раджа[англ.] (1876—1906)
  - Хунза[англ.] — Мохаммад Назим Хан, мир[англ.] (1892—1938)
  - Чамба — Шам Сингх, раджа (1873—1904)
  - Чаркхари — Малхан Сингх, махараджа (1880—1908)
  - Читрал — Шуджа уль-Мульк, мехтар (1895—1936)
  - Чхатарпур — Вишванатх Сингх, махараджа (1895—1932)
  - Шахпура — Нахар Сингх, раджа (1870—1932)
- Бруней — Хашим Джалилуль Алам Акамаддин, султан (1885—1906)
- Бутан — Сэнгье Дорджи, друк дези (1885—1901)
- Вьетнам — Тхань-тхай Фе-де, император (1889—1907)
- Джебель-Шаммар — Мухаммад ибн Абдаллах Аль Рашид, эмир (1872—1897)
- Дубай — Мактум ибн Хашер, шейх (1894—1906)
- Индонезия —
  - Аче — Алауддин Мухаммад Дауд Шах II, султан (1874—1903)
  - Бачан — междуцарствие (1889—1900)
  - Дели — Мамун аль-Рашид Перкаша Алам Шах, туанку (1873—1924)
  - Джокьякарта — Хаменгкубувоно VII, султан (1877—1921)
  - Мангкунегаран — 
    - Мангкунегара V, султан (1881—1896)
    - Мангкунегара VI, султан (1896—1916)

  - Понтианак — Мухаммад Алькадри, султан (1895—1944)
  - Саравак — Чарльз Энтони Брук, раджа (1868—1917)
  - Сиак — Аль-Саид аль-Шариф Хасьим Абдул Джалил Зияифуддин, Султан (1889—1908)
  - Сулу — Джамалул Кирам II, султан[англ.] (1894—1915)
  - Суракарта — Пакубовоно X, сусухунан (1893—1939)
  - Тернате — Аянхар, султан (1879—1900)
  - Тидоре — Искандер Сахаджухан, султан[англ.] (1893—1905)
- Иран  — 
  - Насер ад-Дин, шах (1848—1896)
  - Мозафереддин, шах (1896—1907)
- Йемен —
  - Алави — Шаиф III ибн Саид аль-Алави, шейх (1892—1898)
  - Акраби — Абдалла ибн Хайдара аль-Акраби, шейх (1858—1905)
  - Аудхали — Хамид ибн Джабиль, |султан (1890—1900)
  - Верхний Аулаки — Салих ибн Абдалла, султан (1887—1935)
  - Верхняя Яфа — Кахтан III бин Умар бин Хусейн аль-Хархара, султан (1895—1903)
  - Дали — Шаиф бин Сайф аль-Амири, эмир (1886—1911)
  - Касири — Мансур ибн Галиб, султан (1880—1929)
  - Лахедж — Фадл III ибн Али, султан (1863, 1874—1898)
  - Мафлахи — Абд аль-Рахман ибн Аль-Касим аль-Саккаф, шейх (1885—1920)
  - Нижний Аулаки — Салих ибн Али аль-Аулаки, султан (1892—1900)
  - Нижняя Яфа — Абу Бакр ибн Шаиф аль-Афифи, султан (1893—1899)
  - Фадли — Ахмад V бин Хусайн аль-Фадли, султан (1877—1907)
  - Хаушаби — Мухсин I ибн Али аль-Хаушаби, султан (1886—1894, 1895—1904)
  - Шаиб — Али ибн аль-Мани аль-Саклади, шейх (1880—1915)
- Камбоджа — Нородом I, король (1860—1904)
- Катар — Джасим бин Мухаммад Аль Тани, эмир (1876—1913)
- Китай (Империя Цин)  — Гуансюй (Цзайтянь), император[англ.] (1875—1908)
- Кувейт — 
  - Мухаммад I ибн Сабах ас-Сабах, шейх (1892—1896)
  - Мубарак I ас-Сабах, шейх (1896—1915)
- Лаос  —
  - Луангпхабанг  — Кхам Сук (Закарин), король (1895—1904)
  - Тямпасак  — Кхам Сук, король (1863—1900)
- Малайзия —
  - Джохор — Ибрагим аль Масихур, Султан[англ.] (1895—1957)
  - Кедах — Абдул Хамид Халим, султан[англ.] (1881—1943)
  - Келантан — Мансур ибн Ахмад, раджа[англ.](1890—1899)
  - Негери-Сембилан — Мухаммад, ямтуан бесар (1888—1933)
  - Паханг — Ахмад Муаззам Шах, султан (1881—1914)
  - Перак — Идрис Муршидул Аззам-шах, раджа (1887—1916)
  - Перлис — Сафи, раджа (1887—1905)
  - Селангор — Абдул Самад, султан (1857—1898)
  - Сетул[англ.] — Тунку Абдул Рахман ибн аль-Мархум Тунку Исмаил, раджа[англ.] (1888—1897)
  - Тренгану — Зайнал Абидин III, султан (1881—1918)
- Мальдивы — Мухаммад Имадуддин VI, султан (1893—1902)
- Мьянма (Шанские княжества) —
  - Йонгве[англ.] — Сао Он, Саофа[англ.] (1886—1897)
  - Кенгтунг[англ.] — Конг Кьо Инталенг, саофа[англ.] (1895—1935)
  - Локсок (Ятсок)[англ.] — Хкун Ну, саофа[англ.] (1887—1900)
  - Мокме[англ.] — Хкун Хмом II, саофа[англ.] (1887—1888, 1888—1899)
  - Монгнай[англ.] — Хкун Ки, саофа[англ.] (1875—1882, 1888—1914)
  - Монгпай[кат.] — Хкун Хсурья, саофа[кат.] (1890—1907)
  - Монгпон[англ.] — Хкун Та, саофа[англ.] (1860—1928)
  - Северное Сенви[англ.] — Хкун Санг Тон Хунг, саофа[англ.] (1888—1915)
  - Сипау[англ.] — Хкун Сенг, саофа[англ.] (1886—1902)
  - Южное Сенви[англ.] — Но Монг, саофа[англ.] (1888—1913)
- Непал —
  - Притхви Бир Бикрам Шах, король (1881—1911)
  - Бир Шамшер Джанг Бахадур Рана, премьер-министр (1885—1901)
- Оман — Фейсал бен Турки, султан (1888—1913)
- Османская империя — Абдул-Хамид II, султан (1876—1909)
- Сиам (Раттанакосин)  — Рама V (Чулалонгкорн), король (1868—1910)
- Сикким — Тхутоб Намгъял, чогьял (1874—1914)
- Тибет — Тхуптэн Гьяцо (Далай-лама XIII), далай-лама[англ.] (1879—1933)
- Узбекистан —
  - Бухарский эмират — Сеид Абдулахад, эмир (1885—1910)
  - Хивинское ханство (Хорезм) — Мухаммад Рахим II, хан (1864—1910)
- Чосон  — Коджон, ван (1864—1897)
- Шарджа  — Сакр II бин Халид, эмир (1883—1914)
- Япония — 
  - Муцухито (император Мэйдзи), император (1867—1912)
  - Ито Хиробуми, премьер-министр (1885—1888, 1892—1896, 1898, 1900—1901)
  - Мацуката Масаёси, премьер-министр (1891—1892, 1896—1898)

## Америка
- Аргентина — Хосе Эваристо Урибуру, президент (1895—1898)
- Боливия — 
  - Мариано Баптиста Касерта, президент (1892—1896)
  - Северо Фернандес Алонсо Кабальеро, президент (1896—1899)
- Бразилия — Пруденти ди Морайс, президент (1894—1898)
- Венесуэла — Хоакин Креспо, президент (1884—1886, 1892—1898)
- Гаити — 
  - Луи Ипполит, президент (1889—1896)
  - Огюстен Симон Сан, президент (1896—1902)
- Гватемала — Хосе Рейна Барриос, президент (1892—1898)
- Гондурас — Поликарпо Бонилья, президент (1894—1899)
- Доминиканская Республика — Улисес Эро, президент (1882—1884, 1887—1899)
- Канада —
  - Виктория, королева (1867—1901)
  - Джон Кэмпбелл Гамильтон-Гордон, генерал-губернатор (1893—1898)
  - Макензи Боуэлл, премьер-министр (1894—1896)
  - Чарльз Таппер, премьер-министр (1896)
  - Уилфрид Лорье, премьер-министр (1896—1911)
- Колумбия — Мигель Антонио Каро Тобар, президент (1894—1898)
- Коста-Рика — Рафаэль Иглесиас Кастро, президент (1894—1902)
- Мексика — Порфирио Диас, президент (1877—1880, 1884—1911)
- Никарагуа — Хосе Сантос Селая, президент (1893—1909)
- Парагвай — Хуан Баутиста Эгускиса, президент (1894—1898)
- Перу — Николас де Пьерола, президент (1879—1881, 1895—1899)
- Сальвадор — Рафаэль Антонио Гутьеррес, президент (1894—1898)
- Соединённые Штаты Америки — Гровер Кливленд, президент (1885—1889, 1893—1897)
- Уругвай — Хуан Идиарте Борда, президент (1894—1897)
- Чили — 
  - Хорхе Монт, президент (1891—1896)
  - Федерико Эррасурис Эчауррен, президент (1896—1901)
- Эквадор — Элой Альфаро, президент (1895—1901, 1906—1911)

## Африка
- Аусса — Мухаммад ибн Ханфаде, султан (1862—1902)
- Ашанти — Премпех I, ашантихене (1888—1902)
- Багирми — Абд ар-Рахман Гуранг II, султан (1885—1897)
- Бенинское царство — Овонрамвен, оба[англ.] (1888—1897)
- Буганда — Мванга II, кабака (1884—1888, 1889—1897)
- Буньоро — Кабарега Чва II, омукама (1869—1898)
- Бурунди — Мвези IV Гисабо, мвами (король) (1850—1908)
- Бусса[англ.] — Вуру Яро Киспру Кисан Дого дан Киторо, киб (1895—1898)
- Вадаи — Юсуф ибн Али, колак (султан)[англ.] (1874—1898)
- Варсангали[англ.] — Али Шир, султан[кат.] (1889—1897)
- Вогодого — Вобго, нааба (1889—1897)
- Волаитта (Велайта)[нем.] — 
  - Тона, каво[англ.] (1890—1896)
  - в 1896 году завоевано Эфиопией
- Гвирико[англ.] — Тьеба Уаттара Ньяндан, царь[англ.] (1892—1897)
- Дагомея — Аголи Агбо, ахосу (1894—1900)
- Дамагарам — Амаду дан Танимун Маи Румжи, султан (1893—1899)
- Денди[англ.] — Малла, аскья[англ.] (1887—1901)
- Джимма[англ.] — Абба Джифар II, король[англ.] (1878—1932)
- Египетский хедиват —
  - Аббас II Хильми, хедив (1892—1914)
  - Мустафа Фахми-паша, премьер-министр (1891—1893, 1895—1908)
- Занзибар — 
  - Хамад ибн Тувайни, султан (1893—1896)
  - Халид ибн Баргаш, султан (1896)
  - Хамуд ибн Мухаммад ибн Саид, султан (1896—1902)
- Каффа — Гаки Шеротшо, царь (1890—1897)
- Кенедугу — Бамбера Траоре, фаама (1893—1898)
- Койя — 
  - Баи Компа, регент (1890—1896)
  - в 1896 году аннексировано Великобритания, территория включена в состав колонии Сьерра-Леоне
- Конго — 
  - Альваро XIV, маниконго[англ.] (1891—1896)
  - Энрике IV, маниконго[англ.] (1896—1901)
- Либерия — 
  - Джозеф Джеймс Чизмен, президент (1892—1896)
  - Уильям Дэвид Колмен, президент (1896—1900)
- Маджиртин — Кисмаан II Осман Махмуд, султан (1860—1927)
- Малагасийское королевство — Ранавалуна III, королева (1883—1897)
- Мандара — Умар Аджара, султан (1894—1902)
- Марокко — Абд аль-Азиз IV, султан (1894—1908)
- Махдистский Судан — Абдуллах ибн Мухаммад ат-Таиша, халиф (1885—1899)
- Нри[англ.] — Обалике, эзе[англ.] (1886—1911)
- Оранжевое Свободное Государство — 
  - Питер Иеремия Блигнаут, и.о. государственного президента (1888—1889, 1895—1896)
  - Мартинус Тёнис Стейн, государственный президент (1896—1902)
- Руанда — 
  - Мибамбве IV, мвами (1895—1896)
  - Юхи V, мвами (1896—1931)
- Салум — 
  - Маад Салум Гедаль Мбож, маад (1879—1896)
  - Маад Салум Сему Джимит Диуф, маад (1896—1899)
- Свазиленд (Эватини) — Нгаване V, нгвеньяма (король) (1895—1899)
- Сокото — Абд ар-Рахман дан Абу-Бакр, султан[англ.] (1891—1902)
- Трарза — Ахмед Салим II, эмир (1891—1902)
- Тунис — Али III ибн аль-Хуссейн, бей (1882—1902)
- Эфиопия — Менелик II, император (1889—1913)
- Южно-Африканская Республика (Трансвааль) — Пауль Крюгер, президент (1883—1902)

## Европа
- Австро-Венгрия — Франц Иосиф I, император (1848—1916)
- Андорра —
  - Феликс Фор, князь-соправитель (1895—1899)
  - Сальвадор Казаньяс-и-Пахес, епископ Урхельский, князь-соправитель (1879—1901)
- Бельгия —
  - Леопольд II, король (1865—1909)
  - Жюль Де Бюрле, премьер-министр (1894—1896)
  - Поль Де Смет де Нейер, премьер-министр (1896—1899, 1899—1907)
- Болгария —
  - Фердинанд I, князь (1887—1908)
  - Константин Стоилов, председатель Совета министров (1887, 1894—1899)
- Великобритания и Ирландия —
  - Виктория, королева (1837—1901)
  - Роберт Гаскойн-Сесил, премьер-министр (1885—1886, 1886—1892, 1895—1902)
- Германская империя — Вильгельм II, император (1888—1918)
  - Хлодвиг Гогенлоэ, рейхсканцлер (1894—1900)
  - Ангальт — Фридрих I, герцог (1871—1904)
  - Бавария — Отто I, король (1886—1913)
  - Баден — Фридрих I, великий герцог (1856—1907)
  - Брауншвейг — под управлением назначаемых императором регентов (1884—1913)
  - Вальдек-Пирмонт — Фдридрих, князь (1893—1918)
  - Вюртемберг — Вильгельм II, король (1891—1918)
  - Гессен — Эрнст Людвиг, великий герцог (1892—1918)
  - Мекленбург-Стрелиц — Фридрих Вильгельм II, великий герцог (1860—1904)
  - Мекленбург-Шверин — Фридрих Франц III, великий герцог (1883—1897)
  - Ольденбург — Пётр II, великий герцог (1853—1900)
  - Пруссия — Вильгельм II, король (1888—1918)
  - Рейсс-Гера — Генрих XIV, князь (1867—1913)
  - Рейсс-Грейц — Генрих XXII, князь (1859—1902)
  - Саксония — Альберт, король (1873—1902)
    - Саксен-Альтенбург — Эрнст I, герцог (1853—1908)
    - Саксен-Веймар-Эйзенах — Карл Александр, великий герцог (1853—1901)
    - Саксен-Кобург-Гота — Альфред, герцог (1893—1900)
    - Саксен-Мейнинген — Георг II, герцог (1866—1914)

  - Шаумбург-Липпе — Георг, князь (1893—1911)
  - Шварцбург-Зондерсгаузен — Карл Гюнтер, князь (1880—1909)
  - Шварцбург-Рудольштадт — Гюнтер Виктор, князь (1890—1918)
- Греция —
  - Георг I, король (1863—1913)
  - Теодорос Дилияннис, премьер-министр (1885—1886, 1890—1892, 1895—1897, 1902—1903, 1905)
- Дания —
  - Кристиан IX, король (1863—1906)
  - Кьелль Тор Реэтс-Тотт, премьер-министр (1894—1897)
- Испания —
  - Альфонсо XIII, король (1886—1931)
  - Антонио Кановас дель Кастильо, премьер-министр (1874—1875, 1875—1879, 1879—1881, 1884—1885, 1890—1892, 1895—1897)
- Италия —
  - Умберто I, король (1878—1900)
  - Франческо Криспи, премьер-министр (1887—1891, 1893—1896)
  - Антонио Старабба, премьер-министр (1891—1892, 1896—1898)
- Лихтенштейн — Иоганн II, князь (1858—1929)
- Люксембург —
  - Адольф, великий герцог (1890—1905)
  - Поль Эйшен, премьер-министр (1888—1915)
- Монако — Альбер I, князь (1889—1922)
- Нидерланды —
  - Вильгельмина, королева (1890—1948)
  - Йоан Рёэлл, премьер-министр (1894—1897)
- Норвегия — Оскар II, король (1872—1905)
- Португалия —
  - Карлуш I, король (1889—1908)
  - Эрнешту Родолфу Интше Рибейру, премьер-министр (1893—1897)
- Российская империя — Николай II, император (1894—1917)
- Румыния —
  - Кароль I, король (1881—1914)
  - Димитре Стурдза, премьер-министр (1895—1896, 1897—1899, 1901—1904, 1907—1908)
  - Петре Аурелиан, премьер-министр (1896—1897)
- Святой Престол — Лев XIII, папа (1878—1903)
- Сербия — Александр Обренович, король (1889—1903)
- Франция —
  - Феликс Фор, президент (1895—1899)
  - Леон Буржуа, премьер-министр (1895—1896)
  - Жюль Мелен, премьер-министр (1896—1898)
- Черногория — Никола I Петрович, князь (1860—1910)
- Чехия — Франц Иосиф I, король (1848—1916)
- Швейцария — Адриен Лашеналь, президент (1896)
- Швеция —
  - Оскар II, король (1872—1907)
  - Эрик Густав Бустрём, премьер-министр (1891—1900, 1902—1905)

## Океания
- Гавайи — Сэнфорд Доул, президент (1894—1898)
- Новая Зеландия —
  - Виктория, королева (1840—1901)
  - Дэвид Бойл, губернатор (1892—1897)
  - Ричард Седдон, премьер-министр (1893—1906)
- Тонга —
  - Джордж Тупоу II, король (1893—1918)
  - Сиосатеки Тонга Веикуне, премьер (1893—1904)

- Виктория  
 1837-1901 
 Королева Великобритании
- Насер ад-Дин  
 1848-1896 
 Шах Ирана
- Вильгельм II  
 1888-1918 
 Германский император
- Николай II  
 1894-1917 
 Император Всероссийский
- Франц-Иосиф I  
 1848-1916 
 Император Австро-Венгрии и король Чехии
- Феликс Фор  
 1895-1899 
 президент Франции
- Гровер Кливленд  
 1885-1889, 1893-1897 
  Президент США
- Чулалонгкорн 
(Рама V)  
 1868-1910 
 Король Сиама
- Умберто I  
 1878-1900 
 Король Италии
- Абдул-Хамид II  
 1876-1909 
 Османский султан
- Мэйдзи  
 1867-1912 
 Император  Японии
- Порфирио Диас  
 1877-1880, 1884-1911 
  Президент Мексики
- Георг I  
 1863-1913 
 Король Греции
- Леопольд II 
 1865-1909 
 Король Бельгии
- Оскар II  
 1872-1905 
 Король Швеции и Норвегии
- Коджон  
 1864-1897 
 Ван Чосона
- Карлуш I  
 1889-1908 
 Король Португалии
- Кристиан IX  
 1863-1906 
 Король Дании
- Кароль I  
 1881-1914 
 Король Румынии
- Пауль Крюгер  
 1883-1902 
 Президент Трансвааля
- Менелик II  
 1889-1913 
 Император Эфиопии
- Хосе Сантос Селая  
 1893-1909 
 Президент Никарагуа
- Ричард Седдон  
 1893-1906 
 Премьер-министр Новой Зеландии
- Гуансюй  
 1875-1908 
  Император Китая (Цин)
- Александр Обренович  
 1889-1903 
 Король Сербии
- Макензи Боуэлл  
 1894-1896 
 Премьер-министр Канады
- Альберт 
 1873-1902 
 Король Саксонии
- Нородом I  
 1860-1904 
 Король Камбоджи
- Вильгельм II  
 1891-1918 
 Король Вюртемберга
- Альфонсо XIII 
 1886-1931 
 Король Испании
- Вильгельмина  
 1890-1948 
 Королева Нидерландов
- Отто I  
 1886-1913 
 Король Баварии
- Лев XIII  
 1878-1903 
 Папа Римский